# Live in Detroit, MI
Live in Detroit, MI (December 13, 1971) – album koncertowy King Crimson, wydany 10 listopada 2001 roku nakładem Discipline Global Mobile jako podwójny CD. Stanowi część serii wydawniczej „The King Crimson Collectors’ Club” (nr 18). 23 stycznia 2019 roku album został wznowiony z poprawioną datą koncertu i z informacjami w języku japońskim.

## Historia albumu
We wrześniu i październiku 1971 roku zespół King Crimson nagrywał nowy album, Islands, który ukazał się w grudniu. W listopadzie i grudniu zespół koncertował w Stanach Zjednoczonych i w Kanadzie, wstrząsany wewnętrznymi konfliktami, zwłaszcza między Robertem Frippem a Peterem Sinfieldem, uważającym się za współlidera. Okazało się później, że trasa ta była ostatnią, w której Sinfield uczestniczył. W adnotacjach na okładce albumu Ian Wallace stwierdził, że: ze wszystkich koncertów na żywo tego zespołu, które słyszał do tej pory, ten miał zdecydowanie najlepszy dźwięk, choć, według Davida Singletona, podczas nagrywania koncertu zdarzyło się kilka błędów: zabrakło wstępu do „Ladies of the Road”, nastąpiła przerwa w środku „Groon”, gdzie oryginalne taśmy zostały zmienione, a z „Lady of the Dancing Water ”pozostał tylko fragment. Ciekawostką koncertu było bluesowe wykonanie utworu „In The Court Of The Crimson King”. Jak wyjaśnił Wallace, był to odwet zespołu na słuchaczach, domagających się natarczywie wykonania „Epitaph” i „In The Court”.

## Lista utworów
Lista i informacje według Discogs:
| 1. | Pictures Of A City | 9:02  |
|    |                    |       |
| 2. | Formentera Lady    | 9:08  |
|    |                    |       |
| 3. | Sailor's Tale      | 5:59  |
|    |                    |       |
| 4. | Cirkus             | 9:14  |
|    |                    |       |
| 5. | Ladies Of The Road | 7:54  |
|    |                    |       |
| 6. | Groon              | 17:49 |
|    |                    |       |
|    |                    | 59:06 |
|    |                    |       |

| 1. | 21st Century Schizoid Man        | 13:21 |
|    |                                  |       |
| 2. | Mars                             | 13:22 |
|    |                                  |       |
| 3. | In The Court Of The Crimson King | 3:31  |
|    |                                  |       |
| 4. | Lady Of The Dancing Water        | 2:25  |
|    |                                  |       |
|    |                                  | 32:39 |
|    |                                  |       |

### Zespół
- Boz Burrell – gitara basowa, główny wokal
- Mel Collins – flet, saksofon, melotron
- Robert Fripp – gitara, melotron
- Ian Wallace – perkusja, adnotacje na okładce
- Peter Sinfield – teksty, dźwięk, oprawa wizualna

### Personel techniczny
- Hugh O’Donnell - projekt
- Robert Ellis – zdjęcia
- David Singleton – produkcja
- Alex R Mundy – produkcja, edycja cyfrowa

Nagranie zarejestrowano na żywo w Detroit (stan Michigan) w Eastown Theatre 13 listopada 1971 roku. (Na opakowaniu błędnie podano, że płyta pochodzi z 13 grudnia 1971 roku).

## Odbiór

### Opinie krytyków
| Recenzje      | Recenzje |
| Publikacja    | Ocena    |
| ------------- | -------- |
| AllMusic      | [ 1 ]    |
| Prog Archives | 3.89/5.0 |
| Teraz Rock    | [ 7 ]    |

Lindsay Planer z AllMusic na wstępie zauważa, iż koncert King Crimson w Detroit wypełniły rozbudowane improwizacje. Według niego „na szczególną uwagę zasługuje utwór „Formentera Lady” z epoki Islands oraz instrumentalny odpowiednik „Sailor's Tale”, ponieważ ich luźna struktura stworzyła pole do popisu dla gitarzysty Roberta Frippa i perkusisty Iana Wallace’a. Autor podkreślił również znaczący wkład Petera Sinfielda jako poety w studiu nagraniowym, a także jego zaangażowanie w brzmienie i oświetlenie zespołu w trasie. Jakość dźwięku określił jako „niezwykłą jak na tamte czasy”.
Jordan Babula z magazynu Teraz Rock stwierdził, iż po wysłuchaniu koncertu King Crimson z Detroit „pozostają same pozytywne wrażenia”. Jakość dźwięku ocenił jako „bardzo dobrą”, a zespół zagrał, jego zdaniem, „z jajem”. Za rarytas koncertu uznał „In the Court of the Crimson King”, „przearanżowany na… coś bluesopodobnego”.